# Cảng Jebel Ali
Jebel Ali (tiếng Ả Rập: جبل علي) (đôi khi cũng được viết là "Mina Jebel Ali"  là một cảng sâu nằm ở Jebel Ali, Dubai, Các Tiểu vương quốc Ả Rập Thống nhất. Jebel Ali là cảng bận rộn thứ chín trên thế giới, bến cảng nhân tạo lớn nhất và là cảng lớn nhất và là cảng bận rộn nhất ở Trung Đông. Cảng Jebel Ali được xây dựng vào cuối những năm 1970 để hỗ trợ cho cảng Rashid.

## Địa lý
Cảng Jebel Ali nằm cách Dubai 35 km về phía tây nam, thuộc Vịnh Ba Tư.

## Lịch sử
Cảng Jebel Ali được ghi nhận là từ những nỗ lực của Rashid bin Saeed Al-Maktoum, được xây dựng vào cuối những năm 1970 và mở cửa vào năm 1979 để hỗ trợ cho cảng Rashid. Ngôi làng Jebel Ali được xây dựng cho công nhân cảng và có dân số 300 người. Bao phủ hơn 134 km, đây là nơi có hơn 5.000 công ty từ 120 quốc gia trên thế giới. Với 67 bến và kích thước 134,68 kilômét, Jebel Ali là bến cảng nhân tạo lớn nhất thế giới và là cảng lớn nhất ở Trung Đông.
Cảng Jebel Ali đã trở thành cảng thường xuyên ghé thăm nhất của các tàu của Hải quân Hoa Kỳ bên ngoài Hoa Kỳ. Do độ sâu của bến cảng và kích thước của các cơ sở cảng, một tàu sân bay lớp Nimitz và một số tàu của nhóm chiến đấu đi kèm có thể được bố trí bên bến tàu. Do tần suất của các chuyến thăm cảng này, các cơ sở tự do bán kiên cố (được nhân viên dịch vụ gọi là "Hộp cát (The Sandbox)") đã được dựng lên liền kề với bến tàu sân bay.

## Hoạt động
Cảng Jebel Ali bao gồm hơn một triệu mét vuông chỗ cho container. Nó cũng có không gian để lưu trữ hàng hóa nói chung trong trung và dài hạn, bao gồm bảy nhà kho kiểu Hà Lan với tổng diện tích gần 19 nghìn mét vuông và 12 nhà kho có mái che rộng 90,5 mét vuông. Ngoài ra, cảng Jebel Ali cũng bao gồm 960 nghìn mét vuông nơi lưu trữ.
Cảng Jebel Ali được liên kết với hệ thống đường cao tốc Dubai và đến Làng vận chuyển hàng hóa sân bay quốc tế Dubai. Các cơ sở của Làng Hàng hóa có khả năng xử lý hàng hóa, có thể vận chuyển trong bốn giờ từ tàu sang máy bay. Dịch vụ vận tải bằng xe tải thương mại DPA, vận tải container và vận chuyển hàng hóa nói chung giữa cảng Jebel Ali, cảng Rashid và phần còn lại của UAE mỗi ngày.
Cảng Jebel Ali là một trong những cơ sở hàng đầu của DP World và đã được xếp hạng thứ 9 trong Top Container Port Worldwide trên toàn thế giới, đã xử lý 7,62 triệu TEU trong năm 2005, cho thấy thông lượng tăng 19%, trong năm 2004. Cảng Jebel Ali được xếp hạng 7 trong các cảng lớn nhất thế giới vào năm 2007.

## Mở rộng
Việc mở rộng cảng Jebel Ali bắt đầu vào năm 2001, đây là kế hoạch tổng thể của cảng. Dự án bao gồm 15 giai đoạn, sẽ được hoàn thành trong thập kỷ. Giai đoạn một đã được hoàn thành vào năm 2007, giúp tăng khả năng lưu trữ và xử lý lên 2,2 triệu TEU và chiều dài bến là 1.200 m.
Toàn bộ dự án bao gồm 2,4 km bến mới, sân container phía sau bến và cơ sở hạ tầng hỗ trợ và các tòa nhà cần thiết cho một nhà ga hoạt động tốt. Cảng mới sẽ nằm trên vùng đất khai hoang kéo dài ra biển từ cảng hiện có và nằm ở phía tây của khu phức hợp đảo Palm Jumeirah.
Kế hoạch hiện tại dự kiến sẽ nâng tổng công suất của cảng Jebel Ali lên hơn bảy, biến nó thành cảng container lớn nhất thế giới, vượt qua các cảng Thượng Hải và cảng Singapore.

## Giải thưởng
Vào ngày 9 tháng 4 năm 2011, cảng Jebel Ali đã giành giải Vàng cho Cảng biển tốt nhất từ Ủy ban về An ninh cảng biển và cảng biển dân sự UAE.

## Hình ảnh
- Tàu hải quân Hoa Kỳ tại Jebel Ali, UAE